# Pięciobój wojskowy
Pięciobój wojskowy − nieolimpijska dyscyplina sportów wojskowych, łącząca biegi ze strzelaniem i pływaniem, mająca na celu kształtowanie wszechstronności zawodnika-żołnierza poprzez stosowanie tzw. treningu przekrojowego. Zwykle zawody odbywają się pomiędzy reprezentacjami krajowymi lub jednostkami wojskowymi. 

## Zasady rozgrywania zawodów
Organizacją międzynarodową, która zarządza sportem wojskowym (w tym pięciobojem wojskowym) oraz organizuje zawody międzynarodowe jest Międzynarodowa Rada Sportu Wojskowego (CISM). Od 1995 roku są organizowane przez CISM światowe igrzyska wojskowe w interwale czteroletnim. Corocznie odbywają się Wojskowe Mistrzostwa Świata w 
pięcioboju wojskowym. W 2019 w chińskim Wuhanie odbyły się 7. Światowe Wojskowe Igrzyska Sportowe, gdzie dyscyplina pięcioboju wojskowego była równocześnie traktowana jako 66 edycja tych zawodów.
Pięciobój wojskowy podobnie jak pięciobój nowoczesny oraz pięciobój morski łączy różne dyscypliny (w odróżnieniu od wielobojów lekkoatletycznych, które łączą tylko konkurencje w obrębie jednej dyscypliny – lekkiej atletyki). O wyniku zawodów decyduje suma punktów zdobyta przez zawodnika w poszczególnych konkurencjach, które są  przeliczane podobnie jak w dziesięcioboju. Zawody są rozgrywane indywidualnie, drużynowo (uwzględnia się wyniki 4 zawodników, 3 zawodniczek) oraz sztafety w biegu z przeszkodami kobiet i mężczyzn.

## Konkurencje

### Strzelanie
Strzelanie to pierwsza konkurencja pięcioboju, odbywa się na odległość 300 m (ewentualnie 200, 100 m, problem strzelnicy)
- broń: standardowa broń sportowa
- tarcza: dziesięciopierścieniowa o środkowej średnicy stu milimetrów
- rywalizacja: strzelanie próbne (pięciu strzałów), zawodnicy startują w dwóch konkurencjach: strzelania precyzyjnego (10 strzałów w 10 minut) oraz szybkostrzelnego (10 strzałów w ciągu jednej minuty), zawodnikowi pozostaje niewiele czasu na załadowanie, celowanie i oddanie strzału.

Rekord CISM
− mężczyźni: 200 pkt
− kobiety: 199 pkt

### Bieg z przeszkodami
Zawodnicy pokonują 500 metrowy lądowy tor przeszkód. Tor przeszkód jest drugą konkurencją pięcioboju. Tor używany dla pięcioboju wojskowego jest znormalizowany i składa się z 20 przeszkód tj:
1. Drabina linowa: wspinania się na wysokość 5 m po drabinie ze sztywnymi szczeblami zamocowanymi między linami co 50 cm,
2. Poręcze do pokonania (zamocowane 95 cm nad podłożem, następne co 135 cm),
3. Zwoje drutu: na wysokości 55 cm do pokonania crossowego (zygzakiem),
4. Siatka zawieszona na wysokości 50 cm: pełzanie-czołganie się pod nią na odległość 20 m,
5. Szpaler: 8 m złoże żwiru z pięcioma betonowymi kołkami do przejścia,
6. Rów z wodą z 1 przeszkodą,
7. Równoważnia do przebiegnięcia: długość 8,5 m wysokość 1 m, szerokość 12 cm,
8. Przeszkoda o wysokości 2,2 m z trzema poprzeczkami do pokonania,
9. Mur (ściana): 3 m wysokości, z liną do wspinania się,
10. Belki poziome: szt 4, na przemian 1,2 m (przejście), 60 cm (pełzanie),
11. Stół irlandzki: deska o wysokości 2 m i szerokości 45 cm do wspinaczki,
12. Tunel z podwójną przeszkodą: przeskoczenie 120 cm i pełzanie pod nią, prześwit 50 cm
13. Schody piętrowe: szt 4 wznoszące się od 75 do 230 cm, w odległości co 1,45 m,
14. Ściana i rów (ściana szturmowa): pochylona ściana o długości 1,8 metra i o szerokości 90 cm,
15. Lwia dziura: o wymiarach 50×50 cm na głębokości 2 m o długości 3,5 m „do przejścia”,
16. Drabina do wspinaczki: wysokość 4 m, sztywne szczeble co 70 cm,
17. Wysoki mur: wysokość 1,9 m do pokonania,
18. Szykana: zygzak 14 m długości do pokonania, belka na wysokości 50 cm,
19. Labirynt: 8 m poręcz z dwoma zakrętami,
20. Ściany szturmowe: zestaw 3 ścian do pokonania o wysokości 1 m, 1,2 m i 1 m .

Rekord CISM
− mężczyźni: czas 2:09,5 (1213,5 pkt), bieg sztafetowy 1:45,00 min (czas 4 zawodników)
− kobiety: czas 2:10,9 (1203,7 pkt), bieg sztafetowy 1:51,09 min (czas 3 zawodniczek)

### Pływanie z przeszkodami
Pływanie z przeszkodami to trzecia konkurencja pięcioboju, zawodnicy muszą przepłynąć 50 m wodny tor przeszkód (stylem dowolnym) z czterema przeszkodami.
Rekord CISM
− mężczyźni: czas 23,8 (1184,8 pkt)
− kobiety: czas 27,2

### Rzut granatem
Rzucanie to czwarta konkurencja pięcioboju, wykonywana jest granatem o masie 575 gram (mężczyźni), 375 g (kobiety) i odbywa się w dwóch konkurencjach;
- do celu: polega na precyzyjnym rzucaniu do koła na odległości; 20, 25, 30 i 35 m (u kobiet pięć metrów mniej dla każdego celu), które składa się z wewnętrznego koła o promieniu jednego metra i zewnętrznego o promieniu dwóch metrów. Czas przeznaczony na precyzyjne rzucanie 16 granatów (po cztery rzuty do każdego celu) wynosi trzy minuty.
- na odległość: zawodnicy rzucają trzy granaty w ciągu dwóch minut, rozbieg rzucającego ograniczony jest do 3 m. Najdłuższy rzut (odległość) zalicza się do wyniku.

Rekord CISM
− mężczyźni: rzut do celu 136 punktów, rzut na odległość 80,3 m (łącznie 216,3 pkt)
− kobiety: rzut do celu 136 punktów, rzut na odległość 62,6 m (łącznie 198,7 pkt)

### Bieg przełajowy
Zawodnicy biorą udział w biegu przełajowym, długodystansowym (8 km mężczyźni, 4 km kobiety), który jest ostatnią konkurencją pięcioboju wojskowego.
Rekord CISM
− mężczyźni: czas 24:25,2
− kobiety: czas 13:26,7

## Rekordy
Poniższe zestawienie prezentuje uzyskane wyniki notowane przez (CSIM)' jako rekordy świata w pięcioboju wojskowym.

### Kobiety
| Konkurencja                    | Zawodniczka                           | Państwo        | Data       | Kraj / Miejsce    | Wynik       |
| Indywidualnie                  | Lu Pinpin                             | Chiny          | 2019-10-23 | Chiny · Wuhan     | 05627,2 pkt |
| Drużynowo                      | Lu Pinpin, Wang Tanglin, Guan Chaonan | Chiny          | 2019-10-23 | Chiny · Wuhan     | 16701,1 pkt |
| Sztafeta (bieg z przeszkodami) | Ryu Ok Kim Su-ryon Choe Yong-mi       | Korea Północna | 2017-08-06 | Ekwador · Salinas | 1:51,09 min |

### Mężczyźni
| Konkurencja                    | Zawodnik                                            | Państwo        | Data       | Kraj / Miejsce     | Wynik       |
| Indywidualnie                  | Hartmut Nienaber                                    | Niemcy         | 1980       | Niemcy · Monachium | 05682,1 pkt |
| Drużynowo                      | Pan Yucheng Aniu Ergu Wang Maolin Zhang Zheng       | Chiny          | 2019-10-23 | Chiny · Wuhan      | 22186,6 pkt |
| Sztafeta (bieg z przeszkodami) | Kim Kum-hyok Ri Chung-song Han Ho-hyon Han Kwang-il | Korea Północna | 2017-08-06 | Ekwador · Salinas  | 1:45,00 min |